# Rogan Josh (häst)
Rogan Josh, född 30 september 1992, död 24 juni 2022, var ett engelskt fullblod, mest känd för att ha segrat i Melbourne Cup (1999).

## Bakgrund
Rogan Josh var en brun valack efter Old Spice (AUS) och under Eastern Mystique (AUS) (efter Hammed (NZ)). Han föddes upp av M.A. Forrest, WA och ägdes av W L Green, J P Miller. Han tränades under sin tävlingskarriär av Colin Webster och Bart Cummings.

## Karriär
Rogan Josh tävlade mellan 1996 och 2000, och sprang in 2 683 692 pund på 38 starter, varav 13 segrar, 6 andraplatser och 1 tredjeplats. Han tog karriärens största seger i Melbourne Cup (1999). Han segrade även i Mackinnon Stakes (1999), Herbert Power Stakes (1999), Bunbury Cup (1998) och Pinjarra Cup (1998).

### Efter tävlingskarriären
Rogan Josh tvingades att avsluta sin tävlingskarriär efter att ha ramlat allvarligt under ett träningspass under hösten 2000. Han blev den tredje hästen från Western Australia som segrade i Melbourne Cup, efter Blue Spec (1905) och Black Knight (1984).
2006 flyttades Rogan Josh till Living Legends Retirement Park, där han levde resten av sitt liv tillsammans med andra framgångsrika galopphästar. Fredagen den 24 juni 2022 avlivades Rogan Josh på grund av komplikationer från kolik.